# محمد صالح المازندراني
الشيخ محمد صالح بن أحمد السروري المازندراني. هو رجل دين وفقيه ومحدّث شيعي، كان من أبرز تلامذة محمد تقي المجلسي وصهره على بنته.

## أساتذته
من أساتذته: محمد تقي المجلسي، والشيخ البهائي، وعبد الله التستري.

## مؤلفاته
| - شرح أصول الكافي. هو شرح على كتاب الكافي للكليني، ويقع في عشرة مجلدات. - شرح من لا يحضره الفقيه. هو شرح على كتاب من لا يحضره الفقيه لعلي بن بابويه القمي المعروف باسم الشيخ الصدوق. | - شرح زبدة الأصول. - شرح معالم الأصول. - شرح قصيدة البردة. |

## أسرته وأبنائه
تزوج المازندراني بآمنة بنت أستاذه محمد تقي المجلسي المعروفة بآمنة بيگم أو آمنة خاتون، وهي شقيقة محمد باقر المجلسي. وأنجبت له ابنيه؛ هادي، ونور الدين محمد.

### كتب
- أعيان الشيعة. محسن الأمين، طبع بيروت - لبنان، تاريخ الطبع مفقود، منشورات دار التعارف.
- تلامذة المجلسي. أحمد الحسيني، طبع قم - إيران، عام 1410 هـ، منشورات مكتبة آية الله المرعشي النجفي العامة.

### إشارات مرجعية
1. ↑  
الحسيني، أحمد. تلامذة المجلسي. ص. ص 164.
2. ↑  
الأمين، محسن. أعيان الشيعة - ج2. ص. 95. مؤرشف من الأصل في 2019-12-08.